# 13A busz (Szeged)
A szegedi 13A jelzésű autóbusz a Mars tér (üzletsor) és a Móravárosi Bevásárlóközpont, illetve a Gólya utca között közlekedett. A járat a 13-as betétjárata, annak üzemidején kívül közlekedett, munkanapokon este, és hétvégén. Szombaton délelőtt meghosszabbított útvonalon körjáratként Alsóvárost is bejárta. A vonalat a DAKK Zrt. üzemeltette. 2016. június 15-én közlekedett utoljára.

## Járművek
A hivatalos menetrend szerint minden alacsony padlós menetet egy Ikarus követett.

## Útvonala
| Móravárosi Bevásárlóközpont felé | Mars tér (üzletsor) |
| --- | --- |
| Mars tér (üzletsor) vá. – Londoni körút – Bakay Nándor utca – Vásárhelyi Pál utca – Kálvária sugárút – Katona József utca – (Laktanya utca – Szabadkai út – Horgosi utca – Tompai Kapu út – Vadkerti tér – Sárkány utca – Szécsi utca – Szabadság tér – Csonka utca – Hattyas utca – Bem utca – Gőz utca – Indóház tér – Galamb utca – Boldogasszony sugárút – Szent Ferenc utca – Rákóczi utca – Petőfi Sándor sugárút – Szabadkai út – ) Móravárosi körút – Móravárosi Bevásárlóközpont vá. | Móravárosi Bevásárlóközpont vá. – Cserepes sor – Gólya utca – Szél utca – Katona József utca – Kálvária sugárút – Vásárhelyi Pál utca – Bakay Nándor utca – Londoni körút – Mars tér (üzletsor) vá. |

## Megállóhelyei
Az átszállási kapcsolatok között a 13-as jelzésű alapjárat nincs feltüntetve, mivel ugyanazon az útvonalon közlekedett!
| 0                                                           | 0  | Mars tér (üzletsor) végállomás                                | 16 | 5, 7, 9, 19 7F, 21, 60, 60Y, 64, 70, 71, 72, 73, 73Y, 74, 74A, 75, 76, 77, 77A, 78, 78A, 79, 79H |
| 1                                                           | 1  | Mars tér (autóbusz-állomás) (↓) Mars tér (Attila utca) (↑)    | 15 | 5, 7, 9, 19 7F, 21, 60, 60Y, 64, 70, 71, 72, 73, 73Y, 74, 74A, 75, 76, 77, 77A, 78, 78A, 79, 79H |
| 2                                                           | 2  | Londoni körút (Bakay Nándor utca)                             | 14 | 7                                                                                                |
| 3                                                           | 3  | Huszár utca (Okmányiroda)                                     | 13 | 7                                                                                                |
| 4                                                           | 4  | Mura utca                                                     | 12 | 7                                                                                                |
| ∫                                                           | ∫  | Vásárhelyi Pál utca (Bakay Nándor utca)                       | 11 | 7 90, 90F                                                                                        |
| 5                                                           | 5  | Tisza Volán Zrt.                                              | 10 | 7 90, 90F                                                                                        |
| 6                                                           | 6  | Kenyérgyári út (↓) Kálvária sugárút (Vásárhelyi Pál utca) (↑) | 9  | 90, 90F                                                                                          |
| 7                                                           | 7  | II. Kórház                                                    | 8  | 3, 3F 36, 90, 90F                                                                                |
| 8                                                           | 8  | Kálvária tér                                                  | 7  | 3, 3F 36, 90, 90F                                                                                |
| 9                                                           | 9  | Alkony utca                                                   | 6  | 90, 90F                                                                                          |
| 10                                                          | 10 | Hajnal utca                                                   | 5  | 90, 90F                                                                                          |
| 11                                                          | 11 | Szél utca                                                     | 4  | 90, 90F                                                                                          |
| ∫                                                           | ∫  | Kolozsvári tér                                                | 3  | 90, 90F                                                                                          |
| ∫                                                           | ∫  | Gólya utca                                                    | 2  | 90, 90F                                                                                          |
| 12                                                          | 12 | Cserepes sor                                                  | 1  | 90, 90F                                                                                          |
| A barna hátterű megállókat csak szombat délelőtt érintette! |    |                                                               |    |                                                                                                  |
| ∫                                                           | 13 | Móravárosi Bevásárlóközpont (parkoló)                         | ∫  |                                                                                                  |
| ∫                                                           | 16 | Vadkerti tér                                                  | ∫  | 20, 74, 74A                                                                                      |
| ∫                                                           | 17 | Szabadság tér                                                 | ∫  | 20                                                                                               |
| ∫                                                           | 18 | Csonka utca                                                   | ∫  | 20                                                                                               |
| ∫                                                           | 19 | Szabadsajtó utca                                              | ∫  | 20                                                                                               |
| ∫                                                           | 21 | Személy pályaudvar                                            | ∫  | 1, 2 20, 21, 77, 90, 90F személyvonat, IC, gyorsvonat, expresszvonat                             |
| ∫                                                           | 23 | Szent Ferenc utca                                             | ∫  | 20, 21, 74, 74A, 77, 90, 90F                                                                     |
| ∫                                                           | 24 | Rákóczi utca (Vám tér)                                        | ∫  | 4 76, 90, 90F                                                                                    |
| ∫                                                           | 26 | Szabadkai út                                                  | ∫  | 4 76                                                                                             |
| 13                                                          | 27 | Móravárosi Bevásárlóközpont végállomás                        | 0  |                                                                                                  |